# Palais des Beaux-Arts de Lille
A Palais des Beaux-Arts de Lille az észak-franciaországi Lille városának szépművészeti múzeuma. A világ legnagyobb múzeumai közé tartozik, Franciaországban Párizson kívül itt őrzik és mutatják be a legnagyobb képzőművészeti gyűjteményt. A 2010-es években látogatóinak száma évi negyedmillió körül mozgott.

## Története
Az 1789-es francia forradalom után, 1792-ben alapították Louis Joseph Watteau festő, Jean-Antoine Watteau unokaöccse kezdeményezésére. Kezdeti gyűjteménye a forradalom elől menekülő kivándorlóktól illetve a város vallási intézményeitől elkobzott művekből, köztük Rubens, Anthony van Dyck és Jordaens festményeiből állt, majd az állam által adományozott alkotásokkal gazdagodott. 1809-ben nyílt meg a nagyközönség előtt. A további állami támogatás mellett mindenekelőtt a polgárok hagyatékai és adományai adják a jelenlegi gyűjtemény gerincét. 1881-re a festmények gyűjteménye már úgy megnövekedett, hogy Géry Legrand, Lille akkori polgármestere új képzőművészeti palotát építtetett a számára. Az új épület 1892-ben nyílt meg, lehetőséget teremtve arra, hogy számos addig szétszórt festménygyűjteményt, valamint szobrokat, rajzokat, és más műalkotásokat helyezzenek el ott. A város maga is lendületesen tovább növelte a gyűjteményt egészen az első világháború előestéjéig. Közéjük tartozik néhány jelentősebb mű, David, Goya, Delacroix, Courbet, Corot vagy Puvis de Chavannes alkotásai. Ennek nyomán alakult ki az a gyűjtemény, aminek fő része a festészet egyetemes történetét meghatározó, de mindenekelőtt regionális és helyi művészek által alkotott művekből áll. A tudatos gyűjtőmunka eredménye a mai kollekció, amelyben előkelő helyet foglalnak el a 15–17. századok flamand és holland darabjai, valamint a 19. századi francia alkotások.
1991 és 1997 között a múzeumot teljesen felújították és új szárnyépülettel egészítették ki.

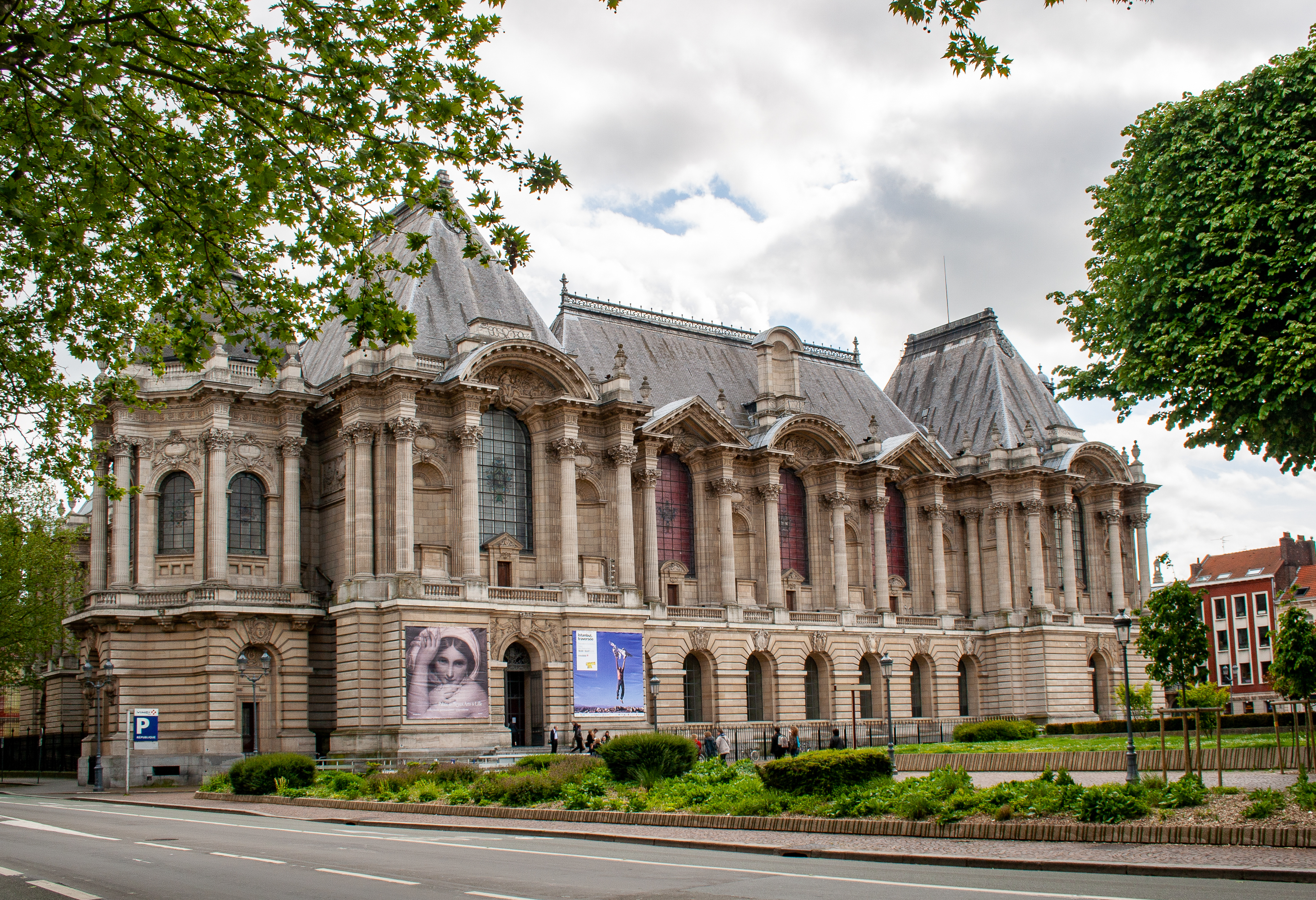
Főépület
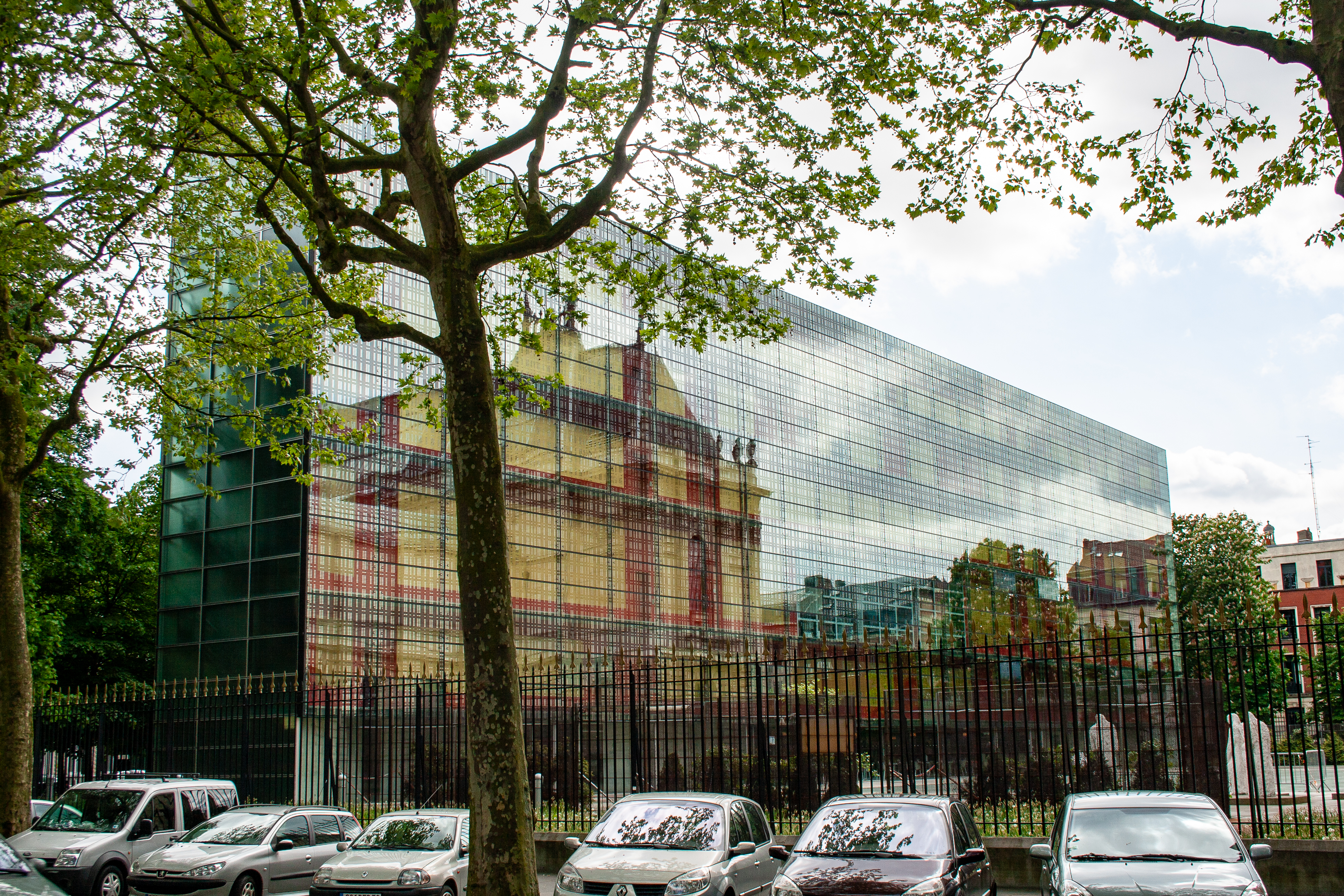
Modern szárnyépület
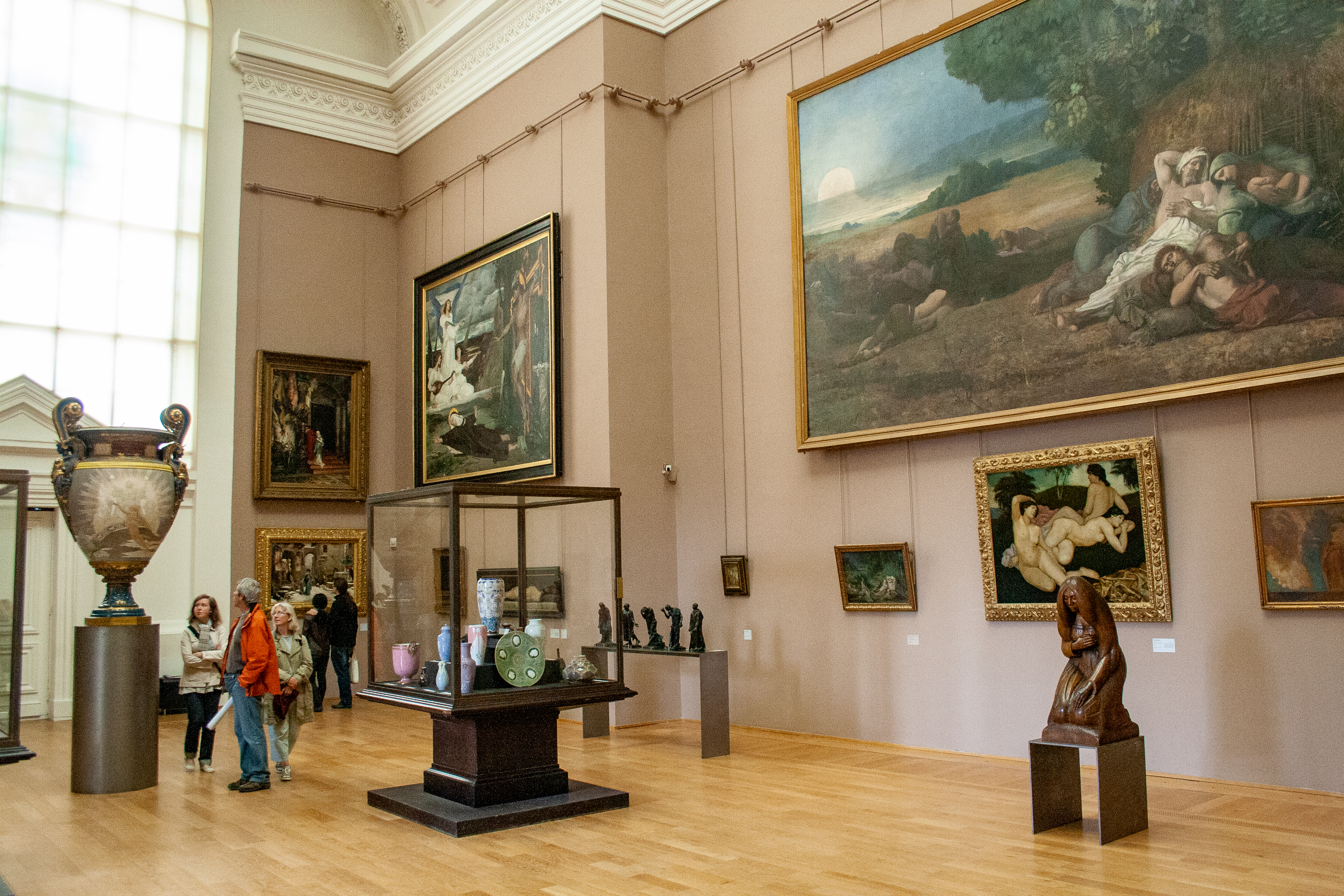
Belső tér
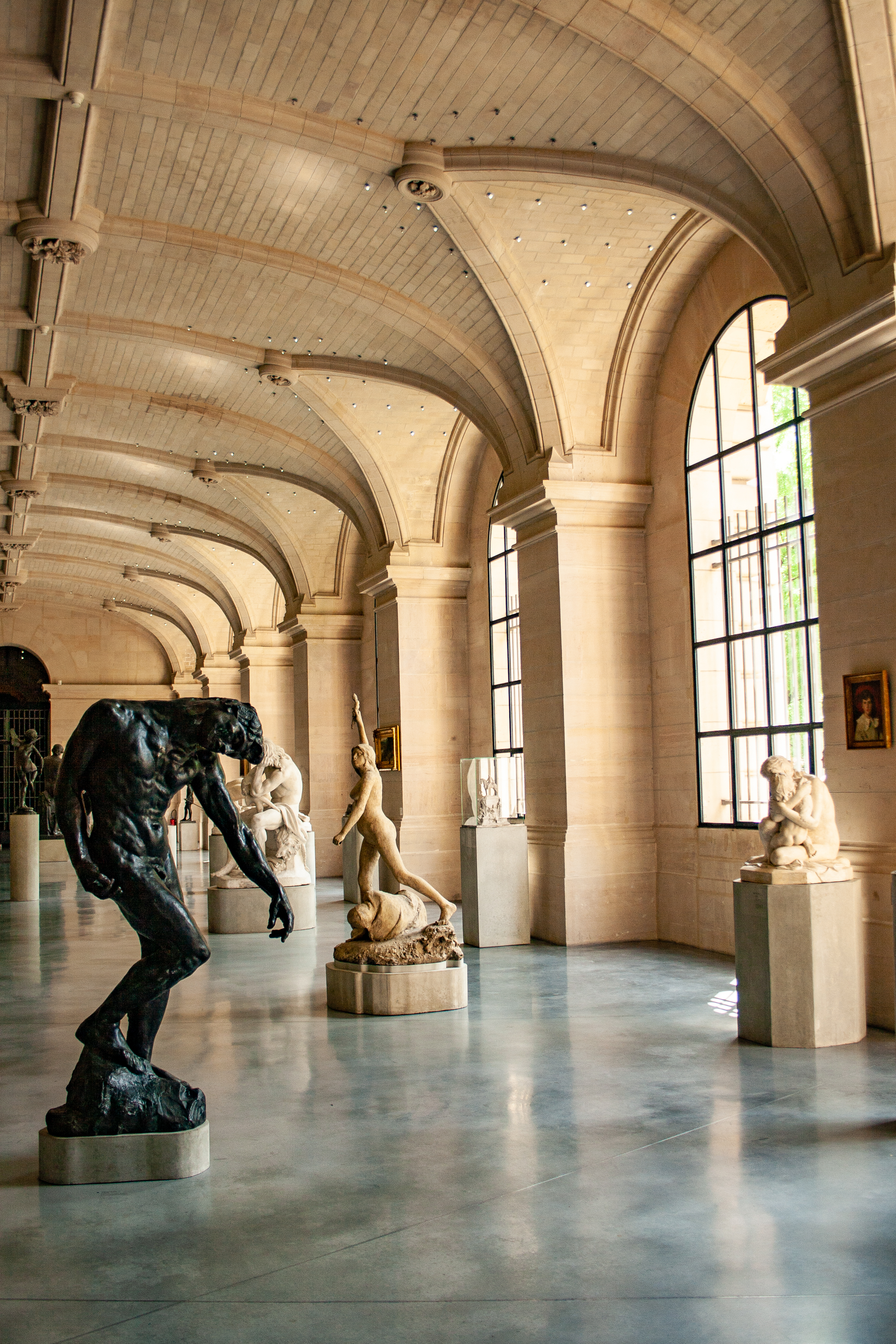
Szoborgyűjtemény

## Kiállításai
A több mint hetvenezer alkotásból álló kollekcióból az állandó kiállítás közel kétezer darabot mutat be. Közöttük van kétszáz szobor, festmény és más műalkotás a középkori és reneszánsz Európából, több mint ötszáz festmény a 16-iktól a 20. századig terjedő időszakból, mintegy százharmincöt szobor a 19. századból, kerámiagyűjtemény a 16. századtól a 20. század elejéig és tizenöt 1:600 méretarányú, látványos domborműtérkép a Vauban által megerősített városokról. A múzeumban van még egy hatezer-ötszáz ív anyagot tartalmazó rajz- és nyomattár a 15–20. századból, valamint egy több ezer darabból álló numizmatikai gyűjtemény, valamint kétszázötven pecsét a 13–19. századokból. Az 1991 és 1997 között felújított múzeumban időszaki kiállítóterem, előadóterem, könyvtár és oktatási műhelyek is helyet kaptak.
Maga a palota 1975-ben bekerült a francia történelmi műemlékek jegyzékébe.

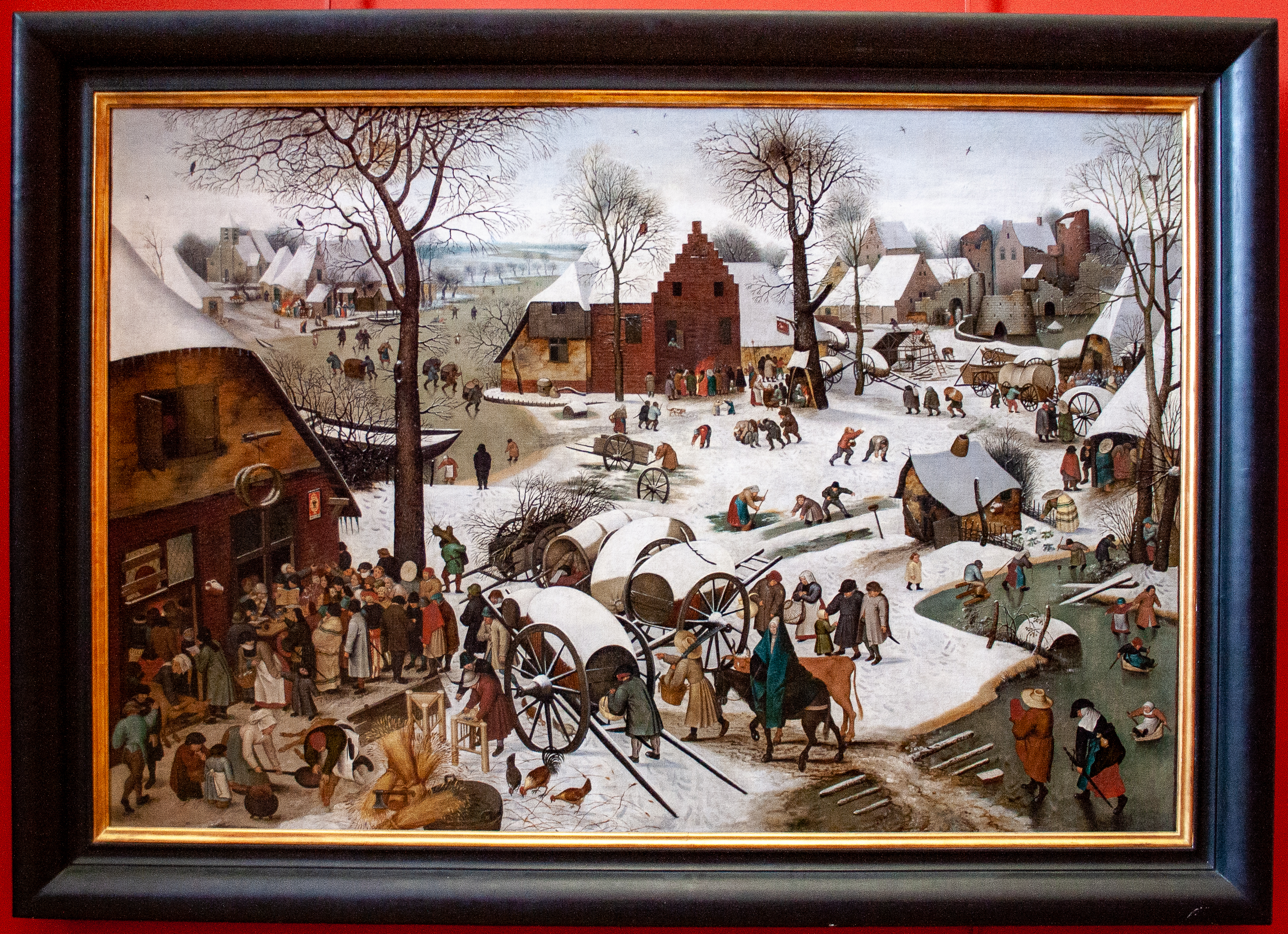
Pieter Brueghel – A betlehemi népszámlálás
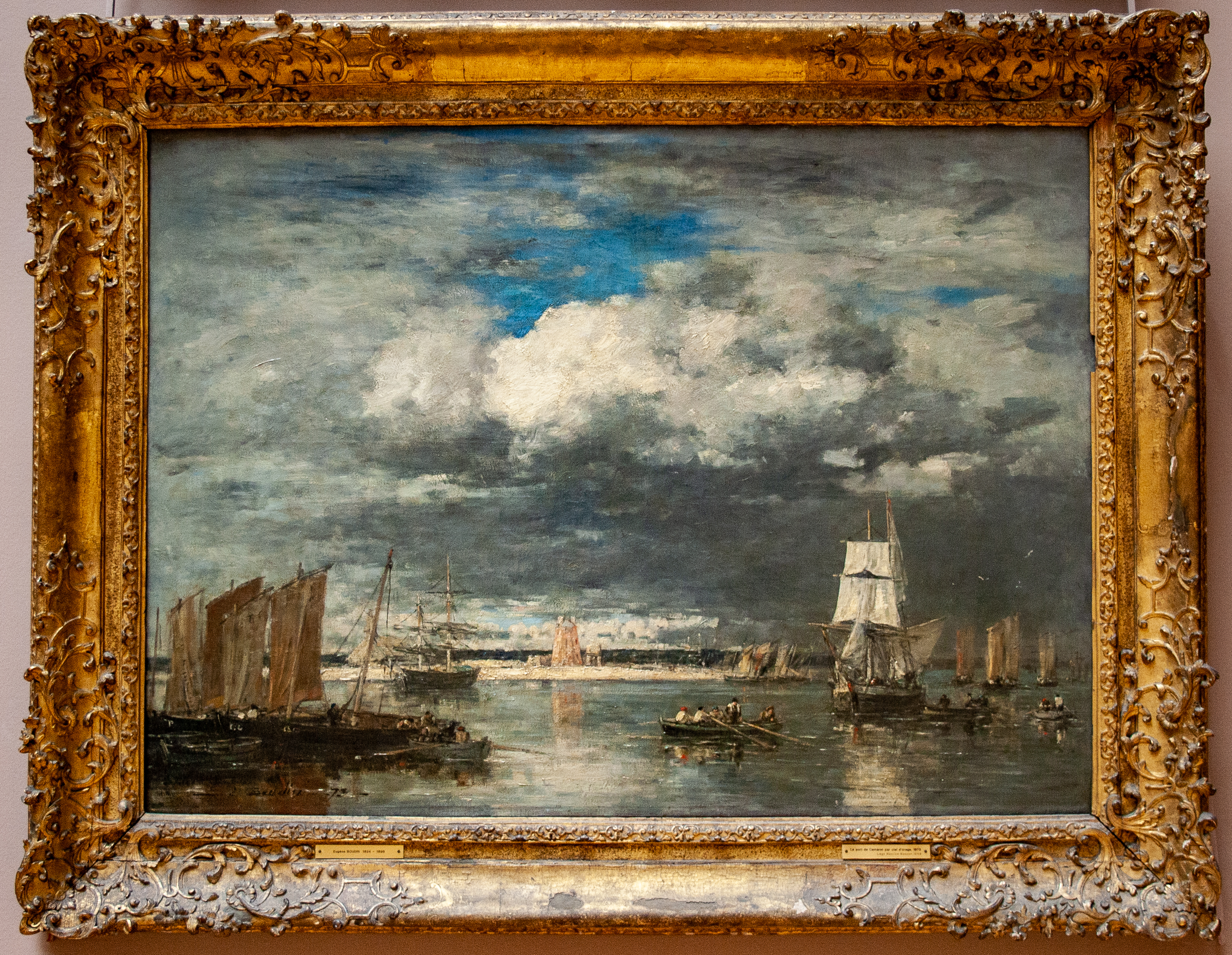
Eugène Boudin – Camaret kikötője vihar idején
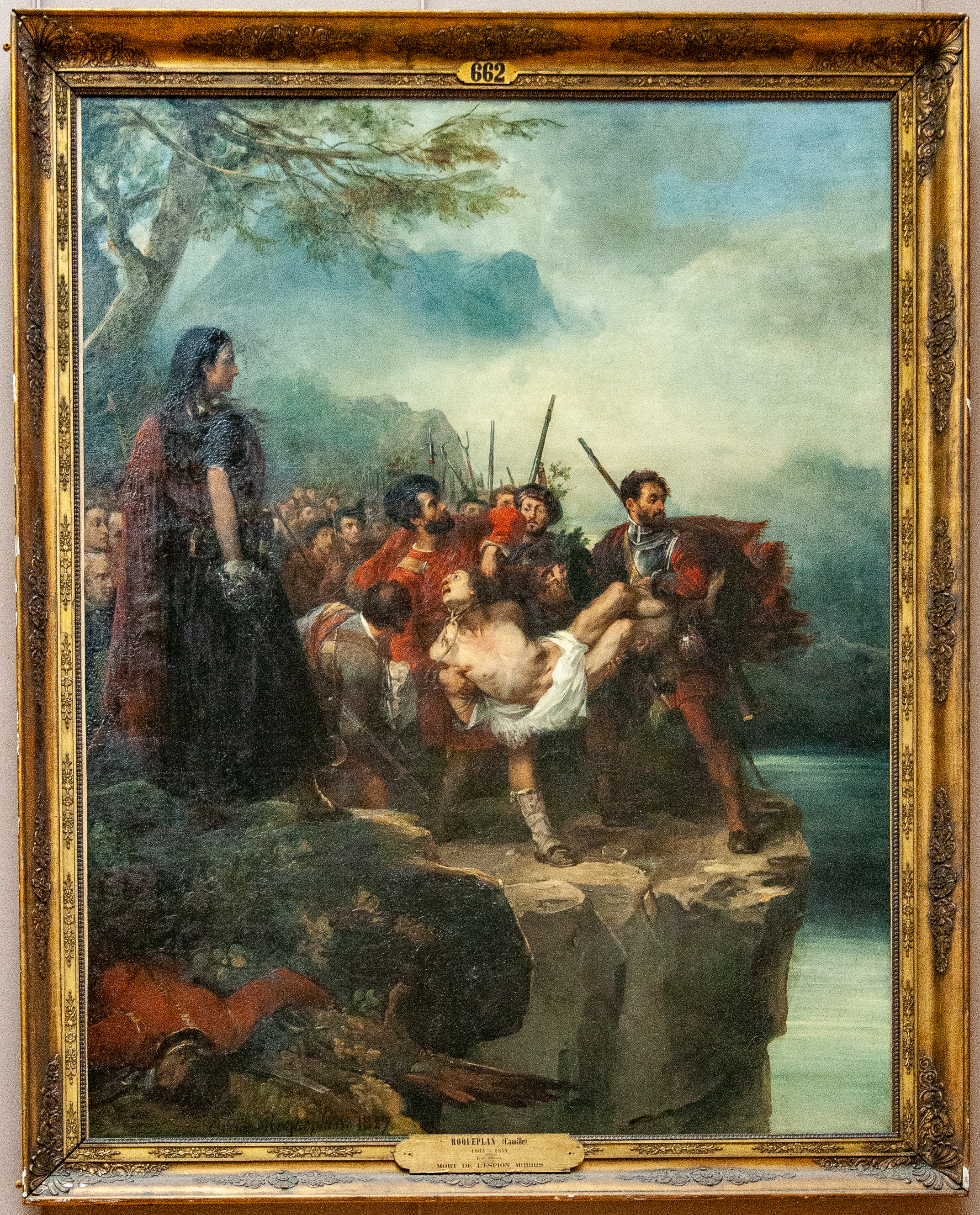
Camille Roqueplan – A kém halála (Walter Scott: Rob Roy)
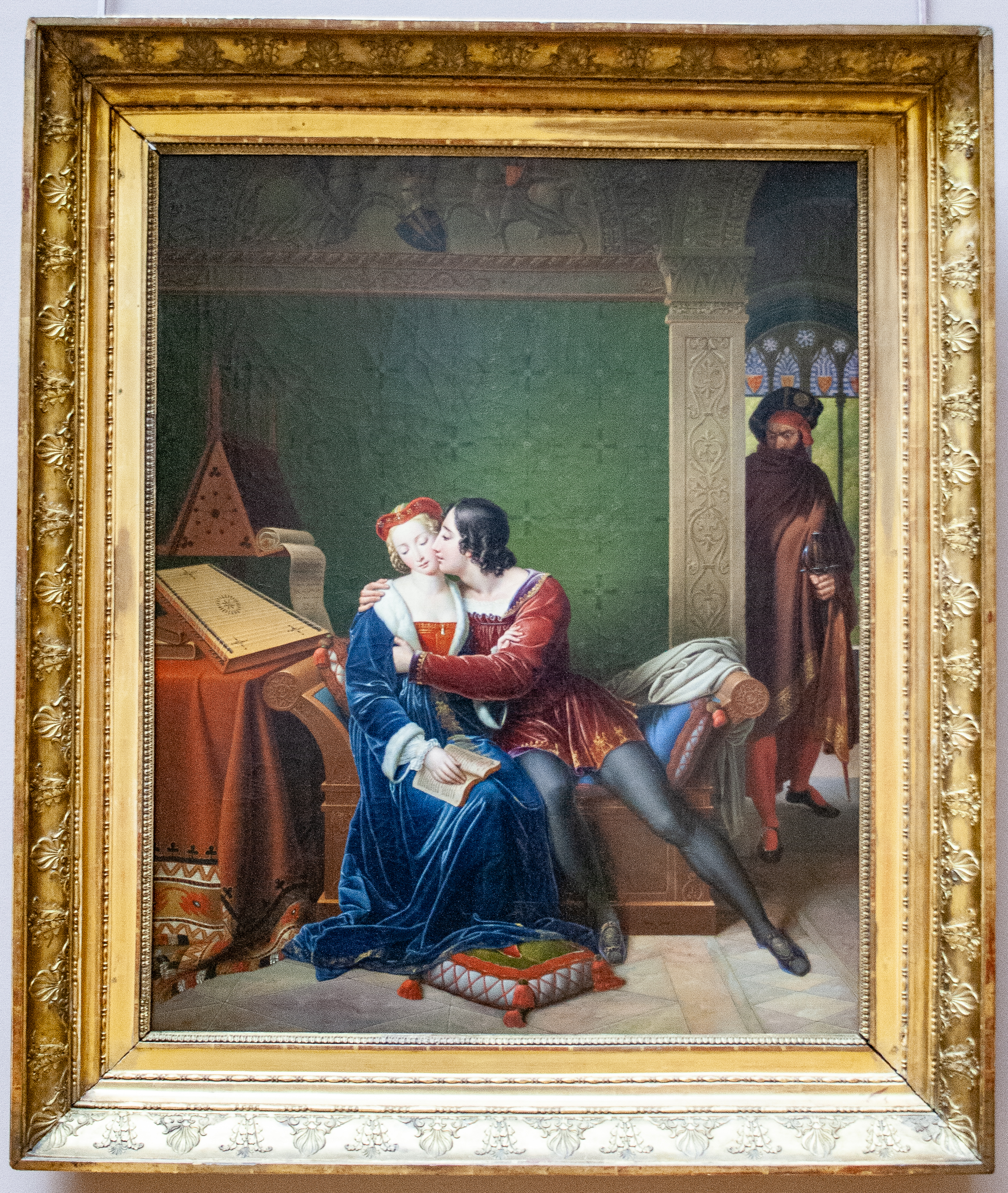
Marie-Philippe Coupin de la Couperie – Francesca Rimini végzetes szerelme (Dante)

## Fordítás
- Ez a szócikk részben vagy egészben  a   Palais des Beaux-Arts de Lille című francia Wikipédia-szócikk ezen változatának fordításán alapul.  Az eredeti cikk szerkesztőit annak laptörténete sorolja fel. Ez a jelzés csupán a megfogalmazás eredetét és a szerzői jogokat jelzi, nem szolgál a cikkben szereplő információk forrásmegjelöléseként.